# Ulcerózní kolitida

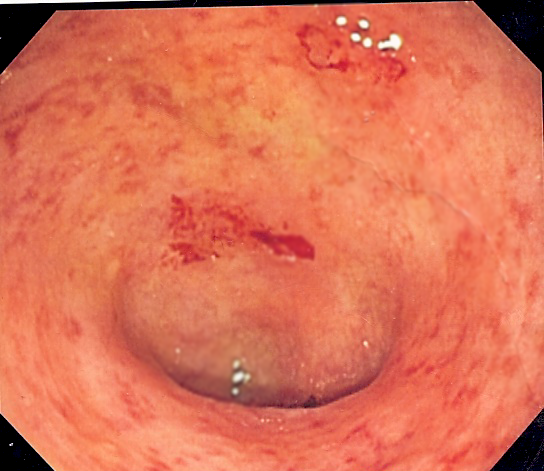
Endoskopický obraz esovitého tračníku postiženého ulcerózní kolitidou

Ulcerózní kolitida (idiopatická proktokolitida) je chronické onemocnění střevní sliznice. Je to onemocnění, které začíná obvykle postižením konečníku a omezuje se na tlusté střevo, zřídkakdy může být zánětem poškozena i konečná část tenkého střeva (terminální ileum). Ulcerózní kolitida poškozuje sliznici a působí zánětlivé změny a vředy na jejím povrchu.
Onemocnění probíhá chronicky, často se střídají klidná bezpříznaková období s fázemi aktivace nemoci.

## Výskyt
Ulcerózní kolitidou trpí v České republice zhruba 45 pacientů na 100 000 obyvatel. První příznaky se nejčastěji vyskytnou ve věku 20 až 40 let. Ženy jsou postiženy o něco častěji. Není však výjimečný počátek již v útlém dětství. Zajímavé je, že výskyt choroby je vázán na vyspělost jednotlivých států. V chudých zemích je její výskyt řídký. Nemoc tedy můžeme prakticky řadit k takzvaným civilizačním chorobám.

## Symptomy
Zánětlivé změny mohou způsobit bolesti, častější vyprazdňování a průjem. V místech, kde je sliznice zánětem narušena, se tvoří vředy, které mohou krvácet a vylučovat hlen a hnis. Mezi hlavní příznaky ulcerózní kolitidy patří:
- bolesti břicha
- průjem
- krvácení z konečníku
- bolestivé křeče břišního svalstva
- ztráta chuti k jídlu
- horečka
- nevolnost
- mimostřevní projevy

### Střevní příznaky
Střevní příznaky se odlišují podle stupně a rozsahu poškození střeva. Při ulcerózní kolitidě je prakticky vždy postižen konečník.
Dráždění této oblasti probíhajícím zánětlivým onemocněním se projevuje nutkavým pocitem na stolici, přičemž při defekaci se vyprázdní pouze malé množství stolice s hlenem nebo čerstvou krví. 

Vyprazdňování je většinou spojeno s bolestí. Nemusí se ani jednat o průjem, tedy řídkou stolici, typická je ale právě přítomnost krve. U těžkého stupně choroby může být takových stolic i více než 15 za den.
Onemocnění celé levostranné části tlustého střeva (konečník, esovitá klička, sestupný tračník) má ještě horší příznaky. Stolice jsou časté, ale již objemnější, řídké. Obsahují hlen, hnis a různé množství krve. Mohou se vyskytovat až křečovité bolesti břicha.
Tlusté střevo může být poškozeno zánětem i v celém svém rozsahu, což je nejzávažnější forma ulcerózní kolitidy. U takto nemocného pacienta se objevuje celková slabost, únava, nechutenství. Dochází k váhovým úbytkům, přidružují se zvýšené teploty i horečky.
V důsledku opakovaných ztrát krve pacient nestačí obnovovat počty červených krvinek a množství krevního barviva v oběhu dramaticky poklesne.
Celý stav někdy zkomplikuje bakteriální infekce, která se skrz poškozenou střevní stěnu snadno rozšiřuje do celého organismu. Závažný stav pak může vyústit v celkový rozvrat organismu s těžkými následky.

### Mimostřevní příznaky
Kromě trávicího traktu jsou u nespecifických zánětů často postiženy i další tkáně.
Mimostřevní projevy neboli extraintestinální manifestace mohou být jednou z prvních známek onemocnění.
Podle vztahu k zánětu je lze rozdělit do dvou skupin – na projevy, které aktivitou zánětu nejsou ovlivněny, a na ty, které se objevují v závislosti na střevním onemocnění, souběžně s aktivitou zánětlivého procesu. 

V důsledku podobnosti střevních buněk s buňkami jiných tělních orgánů mohou být sebezničujícím zánětem napadena kromě střev i jiná místa v těle. Na kůži se objevují nejrůznější formy vyrážek, zánět se objevuje i v tkáních oka. Stejně tak se lze setkat s afty v ústech. Poměrně závažným sdruženým onemocněním je zánět žlučových cest.
Tyto příznaky se pochopitelně nevyskytují u všech pacientů s ulcerózní kolitidou. Závažné systémové projevy onemocnění jsou spíše méně časté. Nicméně možné jsou a je třeba o nich vědět i z toho důvodu, že někdy jsou vůbec prvním příznakem rozvíjející se ulcerózní kolitidy.
- Kloubní postižení – Crohnova nemoc i ulcerózní kolitida mohou mít doprovodné kloubní projevy. V kloubech se tvoří zánětlivý výpotek. Napadeny jsou jak kolenní a kyčelní klouby, tak i obratle a drobné klouby rukou a nohou.
- Postižení žlučových cest patří mezi závažné komplikace, vyskytuje se častěji při onemocnění UC. Patří mezi ně záněty žlučovodů označované jako primární sklerotizujicí cholangitida. Onemocnění jater a žlučových cest je prognosticky velmi závažné, vyžaduje pečlivou diagnostiku a léčbu.
- Postižení oka – záněty rohovky a duhovky mohou vést až k těžkému postižení zraku.
- Afty – vyskytují se často u pacientů s Crohnovou nemocí, mohou být jedním z prvních příznaků nemoci.
- Kožní vyrážky – u některých pacientů s ulcerózní kolitidou a Crohnovou nemocí se vyskytuje lupénka. Na kůži bérců a předloktí mohou vznikat bolestivé, zarudlé vyvýšeniny (erythema nodosum), které se mohou stěhovat. Vzácněji se na kůži objevují během velmi krátké doby vředy (pyoderma gangrenosum), které po sobě zanechávají esteticky nepříjemné jizvy.

## Příčiny
Vznik ulcerózní kolitidy vysvětluje několik hypotéz, žádnou z nich se ovšem dosud nepodařilo zcela prokázat.
Existují ale doklady o tom, že zánět je způsoben částicemi, které prostupují z nitra střeva do jeho stěny a přitahují pozornost imunitních buněk.
Následně dochází ke vzniku místních změn, množí se lymfatická tkáň (zodpovědná za obranyschopnost) a stěna střeva je napadena probíhajícím autoimunitním procesem, tedy reakcí, která je nesprávně cílena na vlastní buňky. 

Jde o abnormálně zvýšenou reakci buněk střevní sliznice na běžné součásti potravy, bakterie a jiné antigeny (látky vyvolávající obrannou reakci organismu). Za normálních okolností tyto reakce slouží k obraně organismu. Ale v případě, kdy jsou porušené, se mohou obrátit proti vlastnímu tělu.
V poslední době se věnuje pozornost tomu, jaké mohou být příčiny změněných imunitních mechanismů. Uvažuje se o vlivu následujících faktorů:
- Dědičné dispozice – v rodinách, kde se nějaká z forem nespecifických střevních zánětů vyskytla, je vyšší pravděpodobnost postižení. Bylo prokázáno, že mezi jednovaječnými dvojčaty jsou obě děti často postiženy stejně.
- Infekční onemocnění – nebylo prokázáno, že by za vznik střevních zánětů byl zodpovědný konkrétní mikroorganismus. Infekce trávicího traktu ale může nějakým způsobem pozměnit reakce imunitního systému a může dojít k napadení vlastních buněk (autoimunitní zánět). Infekční onemocnění trávicího traktu i jiná infekční onemocnění mohou být spouštěcím momentem vedoucím k aktivaci nespecifických střevních zánětů.
- Kouření – kuřáci mají vyšší riziko, že onemocní Crohnovou nemocí.
- Hormonální antikoncepce – je pravděpodobně jedním z faktorů, které přispívají ke vzniku Crohnovy nemoci.
- Psychické faktory (stres, dlouhodobé napětí, nespokojenost, hádky a problémy v mezilidských vztazích) – uvažuje se o jejich možném vlivu na průběh onemocnění a na vnímavost k léčbě.
- Vliv prostředí a stravovacích návyků – k rozvoji střevních zánětů může přispět nízký obsah vlákniny a rybích olejů v potravě. Dietní faktory, které se podle některých studií podílejí na rozvoji/relapsu onemocnění, zahrnují maso a alkoholické nápoje [1][2] a mléko. [3]

V roce 1996 byla objevena mutace, která sice není přímou příčinou Crohnovy nemoci ani ulcerózní kolitidy, ale u pacientů s těmito onemocněními se vyskytuje mnohem častěji než u zbytku populace. Jde o mutaci nazvanou NOD-2 (v současnosti známou spíše pod jménem CARD 15), která bývá také nazývána IBD-1 gen.

Postupně byly objevovány i další mutace, které s dědičnými vlohami pro rozvoj nespecifických střevních zánětů souvisejí.
Proto není žádným překvapením, že se obě onemocnění vyskytuji častěji v určitých rodinách. Pětina nemocných má příbuzného, který se také s některou z forem idiopatických střevních zánětů léčí. Zvýšená genetická zátěž koresponduje s vyšší pravděpodobností toho, že se některá z forem nespecifických střevních zánětů projeví.

## Průběh onemocnění
Onemocnění ulcerózní kolitidou probíhá v několika fázích, které mohou být ovlivněny mnoha faktory. Projevy onemocnění závisí na rozsahu postižení v počátku onemocnění, na věku, na délce trvání a na tíži příznaků.
Obtíže, které nemocný člověk zažívá, souvisejí s rozsahem a aktivitou zánětu. 

U některých nemocných se může ataka vyskytnout pouze jednou, izolovaně (v takovém případě ale není jisté, zda byla správně stanovena diagnóza). 

U menší části nemocných je onemocnění vleklé, s těžkými příznaky a s potížemi i v klidové fázi.
U většiny pacientů je ale průběh onemocnění přerušovaný, střídavý (chronický intermitentní).
První ataka – onemocnění může začít nenápadným průjmem, který později získá příměs krve. V průběhu několika týdnů se příznaky zhoršují. U více než poloviny pacientů bývá první ataka lehká, proto může někdy zůstat nerozpoznána. Nejčastěji přichází u nemocných mezi 20 a 40 lety, u mladších a starších nemocných bývají příznaky těžší. U některých pacientů je průběh natolik těžký, že je nutné odstranit část nebo většinu tlustého střeva již v průběhu první ataky.
Remise je fáze onemocnění, během které příznaky vymizí, pacient je bez obtíží. Endoskopický nález je v pořádku.
Hranice mezi aktivním onemocněním a remisí je ale velmi úzká, proto ji lze jen obtížně stanovit. Cílem léčby je zklidnit akutní fázi – vzplanutí choroby, prodloužit remisi, případně snížit tíži postižení střeva.
Relaps je období, během kterého střevní zánět znovu vzplane. Trvání relapsu se v jednotlivých případech liší, délka vzplanutí je ovlivněna mnoha faktory, velkou roli zde ale hraje adekvátní léčba. Podle toho, jak často se relapsy vyskytují, lze průběh zánětlivé střevní choroby rozdělit na
- remitující – relapsy se vyskytují častěji než jednou ročně,
- intermitující – mezi jednotlivými vzplanutími uplyne doba delší než jeden rok.

Pokud trvá ataka déle než jeden rok, jde o chronický průběh. Naopak perakutní průběh je velmi prudký, s rychlým postupem zánětu.
Reaktivací se nazývá situace, kdy zánět znovu vzplane v úseku střeva, který již zánětem byl postižený. Často se tak stane po vysazení léčby.
Recidiva je onemocnění části střeva, která zánětem dosud postižena nebyla.

### Rizikové faktory pro vzplanutí ulcerózní kolitidy
Průběh nemoci je individuální. Často ale relapsu předchází dietní chyba, psychický stres, infekce trávicího nebo dýchacího traktu, léčba antibiotiky, užívání některých protizánětlivých léků.

## Vyšetření

### Vyšetření stolice
Vyšetření stolice se provádí proto, aby se vyloučila případná bakteriální, virová nebo parazitární infekce. Infekční střevní onemocnění mohou některými svými příznaky nespecifické střevní záněty připomínat, mikrobiologickým vyšetřením stolice je ale lze odlišit.
Test na okultní (skryté) krvácení zjišťuje, zda se ve stolici vyskytují stopy krve, které nejsou patrné pouhým okem. Tento test je součástí vyšetření i při podezření na nádorové onemocnění střev a konečníku.

### Vyšetření krve
Vyšetření krve není průkazné jen pro nespecifické střevní záněty, a proto se používá jen pro doplnění diagnostického procesu. Hodnoty následujících vyšetření mohou být změněné i z mnoha jiných příčin. Cílem vyšetření je odhalit probíhající zánět, chudokrevnost nebo potvrdit nedostatek některých minerálů.
- Krevní obraz – při tomto vyšetření jsou spočítány jednotlivé typy krvinek. Zvýšený počet bílých krvinek naznačuje, že v těle probíhá aktivní zánět.
- Pokud je krvácení do zažívacího traktu výraznější, může být snížen počet červených krvinek a v krvi bude i menší množství hemoglobinu – anemie.
- Nízká hladina elektrolytů (iontů a dalších látek) může být známkou špatného vstřebávání ve střevech.
- Celková bílkovina – příčinou snížených hodnot může být také zhoršené vstřebávání ze zažívacího traktu.
- Sedimentace erytrocytů – při tomto vyšetření se měří rychlost, jakou se červené krvinky usazují. Zvýšené hodnoty svědčí pro probíhající zánět. Dalším vyšetřením, které umožňuje zjistit aktivitu zánětu, je vyšetření C-reaktivního proteinu – CRP.
- Protilátky p-ANCA a ASCA umožňují rozlišit Crohnovu nemoc od ulcerózní kolitidy. U ulcerózní kolitidy jsou přítomny protilátky p-ANCA, zatímco u Crohnovy nemoci jsou pozitivní protilátky ASCA.

### Endoskopické metody
Kolonoskopie je vyšetření, které umožňuje lékaři prohlédnout si prostřednictvím sondy s kamerou a s optickými vlákny vnitřek střeva. Endoskopický přístroj je zaveden konečníkem a pokračuje dále do tlustého střeva.

### Zobrazovací metody
- Rentgenové vyšetření tlustého střeva s kontrastní látkou. Toto vyšetření zobrazí zúžení průsvitu střeva a umožní sledovat jeho reliéf. V případě, že je třeba vyšetřit horní část trávicího traktu (jícen, žaludek, dvanáctník, někdy tenké střevo) polyká pacient baryovou kaši. Ta umožňuje při kontrastním zobrazení rentgenovými paprsky sledovat, zda jsou v horní části trávicího traktu nějaké abnormality.

Při vyšetření dolní části trávicího traktu je do konečníku zavedeno klyzma (nálev tekutiny, též označováno jako klystýr) s baryovou kontrastní látkou, která je ve střevě po nějakou dobu zadržena. Během tohoto časového úseku je střevo osnímkováno rentgenovými paprsky. U osob s Crohnovou nemocí a ulcerózní kolitidou jsou při tomto vyšetření patrné známky zánětu a poškození dolní části trávicího traktu.
- CT vyšetření – výpočetní tomografie umožňuje zobrazit postižení měkkých tkání, odhalit píštěle nebo zúžení a zobrazit rozsah zánětlivých změn.

## Léčba
Léčba se mění v závislosti na tom, v jaké fázi se onemocnění nachází. Většinou ale musí nemocný během života kombinovat jednotlivé léčebné přístupy. Při léčbě záleží i na tom, do jaké míry je pacient ochoten spolupracovat.
Léčba onemocnění probíhá v domácím prostředí. Pokud ale dojde k těžkému vzplanutí nemoci, je nutné, aby nemocný pobyl v nemocnici, dokud se ataku nepodaří zvládnout. Poté se nemocný může vrátit do domácího prostředí. Při léčbě ulcerózní kolitidy se uplatňuje několik důležitých postupů:
- protizánětlivé léky
- imunomodulační léky
- biologická léčba
- chirurgické řešení
- vhodná dieta

### Farmakologická léčba
Při konzervativní (nechirurgické) léčbě se uplatní několik skupin léků:
- Aminosalicyláty (ASA):

Základem léčby u Crohnovy nemoci i u ulcerózní kolitidy jsou aminosalicyláty.
- Sulfasalazopyridin je nejstarším preparátem z této skupiny, v léčbě Crohnovy nemoci byl poprvé použit již ve čtyřicátých letech.
- V současnosti je základním preparátem pro léčbu nespecifických střevních zánětů mesalazin (5-aminosalicylová kyselina, 5-ASA). Tato látka má protizánětlivý účinek – používá se také u některých revmatických onemocnění (revmatoidní artritida, ankylozující spondylitida – Bechtěrevova nemoc).

Mesalazin blokuje aktivitu tzv. mediátorů zánětu – látek zodpovědných za rozvoj zánětu i za růst buněk, který ve stěně trávicího traktu jejich vlivem probíhá a který může vyústit až ve zvrat v nekontrolované nádorové bujení.
Mesalazin je lékem, který bývá pro své vlastnosti použit jako vhodný doplněk terapie v kombinaci s celou řadou dalších preparátů. Mimo jiné je i nezbytným doplňkem biologické léčby.
Ulcerózní kolitida je pokládána za významný rizikový faktor vzniku rakoviny tlustého střeva a konečníku. Proto je pro pacienty s nespecifickými střevními záněty užívání aminosalicylátů důležité pro prevenci vzniku kolorektálního karcinomu.
Kromě léčby akutního vzplanutí slouží aminosalicyláty i k prevenci opětovného vzplanutí onemocnění, které je momentálně v remisi. Proto je důležité léky užívat i v bezpříznakové fázi, kdy nemocný nepociťuje žádné problémy. Je naprosto nutné, aby pacienti předepsanou léčbu užívali tak, jak jim lékař doporučil.
Před zahájením terapie je ale nutné zjistit rozsah zánětlivých změn a určit, které oblasti trávicího traktu jsou zánětem postiženy. Podle postižení je následně zvolena i vhodná léková forma. Aminosalicyláty se používají ve formě čípků, tablet i nálevových sáčků pro přípravu klyzmatu (klystýru).
Vstřebávání preparátů závisí na době, po jakou jsou účinné látky v kontaktu se sliznicí, i na stavu sliznice. Není určena délka, po jakou se doporučuje udržovací léčbu podávat, optimální ale je podávat aminosalicyláty dlouhodobě, aby se tak zabránilo relapsu a podařilo se onemocnění udržet co nejdéle v klidové fázi – remisi.
- Kortikosteroidy

Jsou lékem první volby u těžkých a středně těžkých atak Crohnovy nemoci. Nejčastěji je užíván budesonid ve formě klyzmatu – tato forma je vhodná pouze pokud je zánět lokalizován v oblasti konečníku, esovité kličky nebo sestupného tračníku. Dále se používá prednison a metylprednisolon. Tyto přípravky ale nejsou příliš výhodné pro udržení dlouhodobé remise onemocnění. Pro získání maximálního účinku je nezbytné pečlivě dodržovat lékařem předepsané dávkovací schéma. Přestože tyto léky mají velké množství nežádoucích účinků, je jejich použití pro zvládnutí akutního vzplanutí v některých případech nezbytné.
- Antibiotika, probiotika a prebiotika

Některá antibiotika mohou výrazně snížit aktivitu ulcerózní kolitidy i Crohnovy nemoci. Jejich úloha spočívá v omezení škodlivého vlivu mikroflóry na průběh střevních zánětů. Také zabraňují tvorbě píštělí a abscesů. Probiotika zase mohou vhodně doplnit a podpořit celkovou účinnost léčby. Jejich možným využitím se proto zabývají četné výzkumy.
- Imunosupresiva

Do této skupiny patří léky, které potlačují imunitní reakce poškozující organismus. Tyto látky se používají při transplantacích nebo při stavech, kdy je zvýšena tvorba protilátek proti vlastnímu tělu. U nespecifických střevních zánětů mají prodloužit remisi a nahradit vysoké dávky kortikoidů. Zástupcem imunosupresiv je azathioprin, který zabraňuje tvorbě nukleových kyselin (DNA, RNA) v jádru buněk a snižuje počet imunitních buněk. Používá se při těžších formách onemocnění.
- Biologická léčba

Biologická léčba je určena pro obzvlášť těžký průběh onemocnění. V biologické léčbě se užívají látky, které jsou stejné nebo podobné jako látky přirozeně se vyskytující v lidském těle. Díky tomu mohou působit cíleně v místě, na kterém jsou třeba..
Biologická léčba může zmírnit až potlačit průběh zánětlivé reakce.
V léčbě Crohnovy choroby a ulcerózní kolitidy se nověji uplatňují i léky schopné ovlivnit imunitní pochody v organismu. V současné době používané přípravky ze skupiny imunomodulancií již prokázaly v rámci klinických studií i běžné praxe vysokou účinnost při tlumení akutní fáze onemocnění i při následné snaze o udržení remise. Jejich nežádoucím účinkem je stejně jako u imunosupresivní léčby častější výskyt různých infekcí.
Biologickou léčbu je obvykle nutné doplnit dalšími léky, především aminosalicyláty.
- Antihistaminika

V některých studiích se osvědčila podpůrná terapie antihistaminikem Fexofenadinem.  Oproti ostatním používaným antihistaminikům (levocetirizin, desloratadin) má vhodnější farmakokinetiku. Nízká gastrointestinalní absorpce (nebo rychlá sekrece zpět) fexofenadinu zajišťuje totiž vyšší koncentraci v gastrointestinálním traktu. Působením fexofenadinu na gastrointestinální žírné buňky dochází ke snížení histaminu a to může vést ke zmírnění zánětu.
- Vitamín D

Pacienti s UC mají často nižší koncentrace vitamínu D v séru. Vitamín D je znám také pro své imunomodulační účinky. Mimo jiné bylo ukázáno, že myši knockoutované pro vitamin D receptor byly náchylnější k rozvoji střevního zánětu.  Tyto a další práce ukazují možnou úlohu vitamínu D v rozvoji a terapii střevních onemocnění.

### Chirurgická léčba
U ulcerózní kolitidy je možné onemocnění relativně dobře léčit. V případech, kdy je to nezbytné, bývá odstraněno celé tlusté střevo a nemocný je trvale zbaven obtíží. Je to velký zásah do organismu, a proto rozhodování o výkonu není jednoduché. I po chirurgické léčbě se mohou vyskytnout závažné komplikace.

### Helmintická terapie
Jako nový alternativní způsob terapie bylo v nedávné době navrženo použití červů tenkohlavce prasečího (Trichuris suis). Při této helmintické terapii jsou pacientům s ulcerativní kolitidou perorálně aplikována vajíčka T. suis. Přítomnost červů ve střevech působí jako imunomodulans a dochází k inhibici Th-1 imunitní odpovědi. Dle klinické studie provedené u pacientů v USA se tato T. suis terapie jeví jako účinná, ale i bezpečná.